# Kelemen László (zeneszerző)
Kelemen László (Gyergyóditró, 1960. május 1.) Kossuth-díjas magyar zeneszerző, folklorista, a Hagyományok Háza igazgatója.

## Eddigi életútja
A marosvásárhelyi zenei érettségi (1979) után a kolozsvári „G. Dima” Zeneművészeti Főiskolán folytatta tanulmányait zeneszerzés szakon, a komponálás mellett gyűjtötte és játszotta az erdélyi hangszeres és vokális népzenét. Tagja volt a Bodzafa táncház-zenekarnak (Kolozsvár), az erdélyi táncházmozgalom egyik legendás zenekarának.
Az egyetem elvégzése (1984) után az akkori romániai kötelező kihelyezési rendszer keretében két évig Nagyenyeden tanított, kórust vezetett és gyűjtötte a környék népzenéjét. 1986-ban, a legsötétebb Ceaușescu-rezsim elől Magyarországra telepedett.
Zenei szerkesztőként dolgozott 1986 és 1992 között a Budapesti Zeneműkiadónál.
1987-ben Ökrös Csabával, Berecz Andrással megalakította az Ökrös zenekart, melynek keretében a muzsikálás mellett a koncerteket szerkesztette, szervezte és közreadta a zenekar lemezeit. A zenekarral végigturnézta Európát, az Egyesült Államokat és Japánt.
A zenekarral együtt megkapta a „Magyar Művészetért” díjat és a Népművészet Ifjú Mestere címet. Kísérőzenekarként dolgoztak a Kodály Kamara Táncegyüttesben (művészeti vezetők: Zsuráfszky Zoltán és Farkas Zoltán „Batyu”) is 1992-ig, ahol a műsorok zenei összeállítója is ő volt.
Közben 1988-90-ben a Hungarotonnak is szerkesztett erdélyi népzenei lemezeket.
Kodály-ösztöndíjasként komolyzenei kompozícióit a Fiatal Zeneszerzők Csoportja koncertjein mutatták be, Hegedű-szólószonátáját Perényi Eszter játszotta korongra (Hungaroton).
1992-től 2000-ig a Budapest Táncegyüttes zenei vezetője és a táncműsorok kísérőzenéinek egyik összeállítója volt.
1997-ben kezdeményezésére és vezetésével a Fonó Budai Zeneház ban az MTA Zenetudományi Intézete Archiválva 2014. január 5-i dátummal a Wayback Machine-ben támogatásával megszervezték az „Utolsó Óra” átfogó Kárpát-medencei hangszeres népzenei gyűjtést. A programot minden kulturális miniszter támogatta 1997 és 2001 között, keretében 112 csoporttal több mint 1200 óra felvétel készítettek és archiváltak a legkorszerűbb digitális eszközökkel 2001-ig, a munka befejezéséig. A gyűjtés a XX. század legnagyobb Kárpát-medencei hangszeres népzenei gyűjtésévé vált. A gyűjtésből folyamatosan adtak közre a nagyközönség számára reprezentatív válogatásokat a ’30-as évekbeli Patria-lemezek mintájára, az Új Pátria elnevezésű CD-sorozatban, amely átfogó képet nyújt a Kárpát-medencei hangszeres népzenei örökségről. Vezetésével és szakmai közreműködésével további 50 CD-t adtak közre a sorozatban, így eddig összesen 68, tanulmánnyal kísért CD jelent meg. A gyűjtésről előadásokat tartott, cikkeket írt, 2003-tól rendszeresen jelentkezett a gyűjtés anyagából készült rádióműsorral a Magyar Rádióban, melyet társadalmi munkában végzett. Szervezőként, közreműködőként részt vett a Kárpát-medence hagyományait bemutató nagyobb eseményekben: 2001-ben a Millenáris „Álmok Álmodói” kiállítás kísérő rendezvényeiben, több alkalommal a Sziget fesztivál folklór-eseményeiben, vagy a MüPa koncerttermeiben. 2008-ban Bereczky Csaba rendezésében, Kelemen László szakmai vezetésével „Életek Éneke” címmel 9 részes dokumentumfilm készült az erdélyi népzenészekről, hagyományőrzőkről, amelyből mozifilm is készült.
A Hagyományok Háza szakmai koncepciójának kidolgozója, Sebő Ferenccel együtt, miniszteri biztosként dolgozott az intézmény felállításán. 2001 júliusa óta a Hagyományok Háza főigazgatója. Vezetése alatt állt fel az új intézmény, „annak tehát minden kudarcáért és sikeréért is felelős vagyok”.
Zeneszerzőként, zenészként és szerkesztőként közreműködött sok nagysikerű Kodály Kamara Táncegyüttes, Budapest Táncegyüttes és Magyar Állami Népi Együttes produkcióban, kísérőzenéket szerkesztett a legtöbb budapesti amatőr táncegyüttesnek.
Tagja a Magyar Zeneszerzők Egyesületének, de a Táncház Egyesületnek is.
Négy nyelven beszél tárgyalási szinten (angol, német, francia, román).
Nős, két gyerek édesapja.
A Magyar Köztársaság Elnöke 2008-ban a Magyar Köztársasági Érdemrend Lovagkeresztje kitüntetésben részesítette.
2014-ben szülőfaluja, Gyergyóditró képviselőtestülete díszpolgárrá választotta.

## Szakmai tevékenység

### Népzenegyűjtések
- gyűjtések a teljes Erdély területéről, magyar, román, cigány adatközlőktől
- Az Utolsó Óra Kárpát-medencei hangszeres népzenei gyűjtőprogram (Fonó Budai Zeneház, 1997-2001 – 112 zenekar, 1250 óra gyűjtés) kidolgozója, egyik gyűjtője, szervezője, és levezénylője.

### Zeneszerzőként (többek közt)
- Népzene vonósokra (1992)
- Gyászzene és fúga nagyzenekarra (1990)
- Szólószonáta hegedűre (1994)
- Vegyeskarok (1992)

### Színpadi kísérőzenék (többek közt)
- Román Népi Táncok (Bartók nyomán) (Kodály Kamara Táncegyüttes)
- Betyárok, Csárdás! (Budapest Táncegyüttes)
- Bonchida, háromszor (Budapest Táncegyüttes)
- Elindultam szép hazámból (Magyar Állami Népi Együttes)
- Szerelemtánc (Magyar Állami Népi Együttes)
- Verbunkos (Magyar Állami Népi Együttes)
- Az Örök Kalotaszeg (Magyar Állami Népi Együttes)
- Édeskeserű (Magyar Állami Népi Együttes)
- Szarvasének (Magyar Állami Népi Együttes)

### Népzenei lemezek zenészeként, zenei szerkesztőjeként vagy közreadójaként (többek közt)
- Magyarszováti népzene (1982) Electrecord, Románia
- Magyarózdi népzene (1984), Electrecord, Románia
- Fodor Sándor „Neti” (1988) Hungaroton
- A palatkai zenekar (1989) Hungaroton
- Az ádámosi zenekar (1990), Hungaroton
- Koszorú (Sonophil, 1994)
- Hipoglassus Hipoglassus (1994)
- Kalotaszegi mulató énekek (A Bt, 1995), Sebestyén Mártával, Berecz Andrással
- Seregélytánc (gyereklemez, A Bt 1997)
- Bonchida, háromszor (A Bt, 1998)
- „Neti” Sanyi és „Kicsi” Aladár (A Bt, 1999)
- Elindultam szép hazámból (A Bt, 2000)
- Arany és kék szavakkal – Herczku Ágnes (Fonó, 2003)
- Az örök Kalotaszeg (A Bt, 2005)
- Arany és kék szavakkal – Herczku Ágnes (Fonó, 2003)
- Az Új Pátria sorozat lemezei (szerkesztőbizottsági sorozatszerkesztő, közreadó - eddig 68 kiadvány)

### Népzenei válogatáslemezek
- az USA-béli Koch International-nak (1992) és a Rounder Records-nak (1997, 1999)
- a Rounder Records-nak (1997, 1999)
- a francia Inedit-nek (1998)

### Koncertszervezés, turnék
- Nyugat-Európa szinte összes országában és a szomszédos országokban szerveztem és játszottam koncerteket az Ökrös zenekarral és alkalmi formációkkal (1987 – 2000)
- sokszor vettem részt „nagy” több hónapos Észak-Amerikai és Japán turnékon (1988, 1992, 1994, 1996, 1999, 2000)

### Tanulmányok
- Szubjektív táncház-történelem az erdélyi táncház első évtizedéről - 2008.
- A ma és a Holnap (2009)
- A bartóki hármas út a 21. századi zenében (A bartóki út és a táncházmozgalom útjai – néhány megjegyzés) (2010)